# Milan Florian
Milan Florian (* 5. dubna 1959, Brno) je bývalý český hokejový obránce.

## Hokejová kariéra
V československé lize hrál za TJ Zetor Brno a TJ Škoda Plzeň. Odehrál 6 ligových sezón, nastoupil ve 209 ligových utkáních, dal 9 ligových gólů a měl 41 asistencí. V nižších soutěžích hrál i za TJ Ingstav Brno, Duklu Jihlava „B“, Spartak ZŤS Dubnica nad Váhom a ZVL Považská Bystrica. Reprezentoval Československo na mistrovství Evropy juniorů do 18 let v roce 1977, kde tým skončil na 2. místě.

## Klubové statistiky
| Sezona    | Klub                          | Soutěž  | Základní část | Základní část | Základní část | Základní část | Základní část | Play off | Play off | Play off | Play off | Play off |
| Sezona    | Klub                          | Soutěž  | Z             | G             | A             | B             | TM            | Z        | G        | A        | B        | TM       |
| --------- | ----------------------------- | ------- | ------------- | ------------- | ------------- | ------------- | ------------- | -------- | -------- | -------- | -------- | -------- |
| 1976/1977 | TJ Ingstav Brno               | 2. liga | 3             | 2             | 1             | 3             | 2             | -        | -        | -        | -        | -        |
| 1977/1978 | TJ Ingstav Brno               | 2. liga | 38            | 4             | 9             | 13            | 23            | -        | -        | -        | -        | -        |
| 1978/1979 | TJ Ingstav Brno               | 2. liga | 40            | 4             | 12            | 16            | 30            | -        | -        | -        | -        | -        |
| 1979/1980 | Dukla Jihlava „B“             | 2. liga | 38            | 5             | 10            | 15            | 18            | -        | -        | -        | -        | -        |
| 1980/1981 | Dukla Jihlava „B“             | 2. liga | 38            | 3             | 8             | 11            | 26            | -        | -        | -        | -        | -        |
| 1981/1982 | TJ Škoda Plzeň                | 1. liga | 39            | 3             | 11            | 14            | 22            | -        | -        | -        | -        | -        |
| 1982/1983 | TJ Škoda Plzeň                | 1. liga | 41            | 1             | 15            | 16            | 30            | -        | -        | -        | -        | -        |
| 1983/1984 | TJ Zetor Brno                 | 1. liga | 42            | 0             | 7             | 7             | 12            | -        | -        | -        | -        | -        |
| 1984/1985 | TJ Zetor Brno                 | 1. liga | 31            | 1             | 3             | 4             | 28            | -        | -        | -        | -        | -        |
| 1985/1986 | TJ Zetor Brno                 | 1. liga | 26            | 3             | 3             | 6             | 16            | -        | -        | -        | -        | -        |
| 1985/1986 | TJ Lokomotiva Ingstav Brno    | 2. liga | 2             | 0             | 0             | 3             | 4             | -        | -        | -        | -        | -        |
| 1986/1987 | TJ Zetor Brno                 | 1. liga | 30            | 1             | 2             | 3             | -             | -        | -        | -        | -        | -        |
| 1987/1988 | TJ Lokomotiva Ingstav Brno    | 2. liga | -             | 2             | -             | -             | -             | -        | -        | -        | -        | -        |
| 1988/1989 | TJ Lokomotiva Ingstav Brno    | 2. liga | -             | 1             | -             | -             | -             | -        | -        | -        | -        | -        |
| 1989/1990 | TJ Lokomotiva Ingstav Brno    | 2. liga | -             | -             | -             | -             | -             | -        | -        | -        | -        | -        |
| 1989/1990 | ZVL Považská Bystrica         | 3. liga | -             | -             | -             | -             | -             | -        | -        | -        | -        | -        |
| 1990/1991 | HC Boby Sport Brno            | 2. liga | -             | -             | -             | -             | -             | -        | -        | -        | -        | -        |
| 1990/1991 | Spartak ZŤS Dubnica nad Váhom | 2. liga | 29            | 1             | -             | -             | -             | -        | -        | -        | -        | -        |
| 1991/1991 | Spartak ZŤS Dubnica nad Váhom | 2. liga | -             | -             | -             | -             | -             | -        | -        | -        | -        | -        |